# Albert Earl Godfrey
Albert Earl Godfrey (ur. 29 kwietnia 1890 w Killarney, zm. 1 stycznia 1982 w Kingston) – kanadyjski as myśliwski okresu I wojny światowej. Odniósł 14 zwycięstw powietrznych.

## Życiorys
Albert Earl Godfrey był synem Christophera i Nellie. Do armii wstąpił na ochotnika w styczniu 1915 roku. Służbę rozpoczął w 11th Canadian Mounted Rifles. Następnie został przeniesiony do 1st Canadian Pioneer Battalion i od listopada 1915 roku walczył we Francji. Na własną prośbę został przydzielony do lotnictwa Royal Flying Corps. Po służbie w jednostce obserwacyjnej No. 10 Squadron RAF, w październiku 1916 roku został przeniesiony do No. 25 Squadron RAF, jednostki w której odniósł swoje pierwsze zwycięstwo powietrzne 16 października. Od wiosny 1917 roku został przeniesiony do No. 40 Squadron RAF jednostki myśliwskiej operującej na samolotach Nieuport. W jednostce Godfry bardzo szybko (do końca sierpnia) odniósł 14 zwycięstw powietrznych. Na początku 1918 roku został skierowany do służby na terenie Kanady i mianowany komendantem Szkoły Walki Powietrznej (School of Aerial Fighting) w Beamsville.
Po zakończeniu wojny przeszedł do lotnictwa cywilnego. Jednak po utworzeniu Royal Canadian Air Force w 1922 roku wstąpił do nich. Brał udział w II wojnie światowej w gronie najwyższych władz wojskowych Kanady. Przeszedł do rezerwy w 1944 roku w stopniu Air Vice-Marshal.

## Odznaczenia
- Air Force Cross
- Military Cross